# Економіка Пуерто-Рико
Економіка Пуерто-Рико — це економіка з високим рівнем доходу і найконкурентніша економіка Латинської Америки. Основними рушіями економіки Пуерто-Рико є виробництво, насамперед фармацевтична продукція, текстиль, нафтохімія та електроніка; Далі йде сфера послуг, зокрема фінанси, страхування, нерухомість та туризм. Географія Пуерто-Рико та політичний статус є визначальними факторами економічного процвітання, насамперед через його відносно невеликі розміри острова, нестачу природних ресурсів, що використовуються для виробництва сировини, і, отже, залежність від імпорту; а також її відносини з федеральним урядом США, який контролює свою зовнішню політику, здійснюючи торгові обмеження, особливо у галузі судноплавства.

## Історія
На початку 1900-х років економіка Пуерто-Рико була переважно аграрною, і її основним товаром був цукор. В кінці 1940-х років було запущено кілька проєктів під назвою «Operation Bootstrap», суть яких полягала у звільненні від податків і будівництві фабрик. В результаті промислове виробництво стало основною галуззю острова.
За часів Великої депресії економічні умови в Пуерто-Рико помітно покращилися через зовнішні інвестиції в капіталомісткі галузі промисловості, такі як нафтохімія та фармацевтика. Завдяки американським податковим послабленням місцеві галузі промисловості сьогодні можуть конкурувати з країнами, де зарплата набагато нижче американських стандартів. В останні роки багато американських і закордонні виробники перебралися в низькооплачувані країни Латинської Америки та Азії. Пуерто-Рико слідує трудовому законодавству США і його обмеженням.
Валовий внутрішній продукт (ВВП) острови у 2004 році склав $17700 в рік на душу населення, що демонструє значний приріст у порівнянні з 2002 роком ($14412). Однак якщо порівнювати це значення з основною територією США, то згідно з американською статистикою найбідніший штат США Міссісіпі у 2002-04 роках мав дохід $21587 в рік на душу населення, що набагато вище пуерто-риканських показників. Починаючи з 1952 року різниця у ВВП на душу населення між Пуерто-Рико та основною територією США залишалася незмінною — острів має приблизно третину від середнього значення по США.
1 травня 2006 бюджет Пуерто-Рико зіткнувся з різкою нестачею готівки, що призвело до закриття місцевого міністерства освіти й 42-х інших урядових установ. Всі 1536 державних шкіл були закриті, і 95762 людей вперше в історії острова зіткнулися з частковою зупинкою державного управління. 10 травня 2006 року бюджетна криза була вирішена укладенням нової податкової угоди, так що всі держслужбовці змогли повернутися на роботу.
Домінуюче положення в економіці Пуерто-Рико займають американські компанії. 80 % усіх фірм, реєстрованих на острові є філіями американських корпорацій. Провідне місце належить фірмам «Вестінгауз», «Дженерал електрик», «Джонсон і Джонсон». Влада Пуерто-Рико намагається залучити іноземний капітал за допомогою податкових пільг. Економічно активне населення становить понад один мільйон осіб, з них 3 % зайнято в сільському господарстві, 16 % — у промисловості, у будівництві та на транспорті, 60 % — у торгівлі та сфері послуг. Високий рівень безробіття, що зберігається протягом багатьох десятиліть, змушує багатьох пуерториканців до еміграції в США.

## Енергетика
Пуерто-Рико має одну з найменш надійних електромереж у США. Суттєвий вплив на енергетику острова також мають природні стихійні лиха, зокрема урагани. Так, наприклад серпневий 2024 року ураган «Ернесто» залишив без електрики близько половини острова. 31 грудня 2024 року, як повідомив телеканал Bloomberg, Пуерто-Рико взагалі зазнало блекауту. За офіційними даними, без електрики залишились 1,3 млн споживачів з 1,4 млн мешканців острова. Тобто практично 95 % населення раптово опинилися в повній темряві. Експерти місцевої енергетичної компанії Luma Energy висувають версію про пошкодження підземного кабелю, хоча точна причина технічного колапсу — не встановлена. Надзвичайну серйозність ситуації підкреслює той факт, що за прогнозами офіційних представників, повне відновлення електропостачання може зайняти — від доби до двох діб.

## Промисловість
У промисловості Пуерто-Рико переважають підприємства нафтопереробної та хімічної промисловості, які забезпечують 40 % вартості експорту. Нафтопереробні підприємства, розташовані в Ябукоа і Баямон працюють на імпортній нафті (головним чином з Венесуели). Крім нафтохімічної індустрії в Пуерто-Рико діють підприємства хіміко-фармацевтичної, радіоелектронної, легкої, харчової промисловості.

## Сільське господарство
Сільськогосподарські товари: цукрова тростина, кава, ананас, банан плодовий, банан, худоба.
Традиційно провідною культурою в сільському господарстві завжди була цукрова тростина, але останнім часом її значення падає. Переживає кризу і тютюнництво. На острові вирощують також каву, ананаси, ямс, батат, банани. Найважливіший і найдинамічніший сектор сільського господарства — тваринництво, яке забезпечує 60 % вартості аграрного виробництва. Розвивається морський промисел — лов риби й молюсків.

## Туризм
Туризм є важливим компонентом пуерто-риканської економіки і приносить приблизно $1,8 млрд на рік. У 1999 році острів відвідало близько 5 млн туристів, здебільшого з США. Приблизно третина з них становлять пасажири круїзних лайнерів. Розвиваються різні види туризму, такі як пляжний, екотуризм, спортивний, пригодницький, гастрономічний та інші. Постійно збільшується кількість реєстрацій в готелях (статистика з 1998 року), будуються нові готелі та інші центри туризму, що говорить про хороший стан індустрії туризму.

## Азартні ігри
Азартні ігри дозволені в Пуерто-Рико за умов дотримання вимог законодавства. Так, легальні казино в Пуерто-Рико повинні бути розташовані в готелі чи курорті. Мінімально дозволений вік для гравців складає 18 років, при цьому, деякі казино мають власний ліміт для гравців у 21 рік.
Місто з найбільшою кількістю казино в Пуерто-Рико — це Сан-Хуан, інші популярні місця для ігор: Понсе, Ріо-Гранде, Кагуас і Маягуес.

## Інше
Інші галузі: туризм, фармацевтика, електронна, текстильна та харчова промисловість.
Предмети експорту: електроніка, цукор, тютюн, ром, ананаси, текстиль, пластмаси, хімікалії, харчові продукти.
Країни, в які експортують: США (90.3 %), Велика Британія (1.6 %), Нідерланди (1.4 %), Домініканська Республіка (1.4 %) (2002)
Предмети імпорту: хімікалії, механізми й обладнання, одяг, харчові продукти, риба, нафтопродукти.
Країни-імпортери: США (55.0 %), Ірландія (23.7 %), Японія (5.4 %) (2002).